# Maeda Yoshiyasu
Maeda Yoshiyasu est un nom japonais traditionnel ; le nom de famille (ou le nom d'école), Maeda, précède donc le prénom (ou le nom d'artiste).
Maeda Yoshiyasu (前田 慶寧) (24 juin 1830-22 mai 1874) est un fudai daimyo, dernier chef du domaine de Kaga. Il est le frère et l'héritier adopté de Maeda Nariyasu.

## Famille
- Père : Maeda Narinaga (1782-1824)
- Frère et père adopté : Maeda Nariyasu (1811-1884)

## Source de la traduction
- (en) Cet article est partiellement ou en totalité issu de l’article de Wikipédia en anglais intitulé « Maeda Yoshiyasu » (voir la liste des auteurs).